# Vogtlandkreis

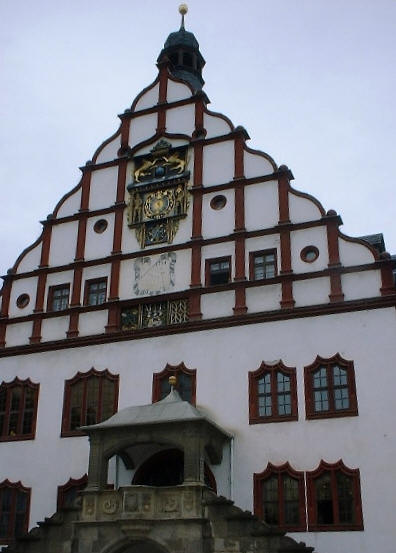
Gamla Rådhuset i Plauen.

Vogtlandkreis är en Landkreis i sydvästra Sachsen i Tyskland. Bilarna har V på nummerskyltarna (tidigare PL). 
Vogtlandkreis, som utgörs av den sachsiska delen av regionen Vogtland, gränsar till Thüringen, Bayern och Tjeckien. Huvudorten som även är den största staden heter Plauen. Antalet invånare uppgår till 236 227 (2012).

## Administrativ indelning
I förvaltningsrättslig mening finns i modern tid ingen skillnad mellan begreppet Stadt (stad) gentemot Gemeinde (kommun). Följande städer och Gemeinden ligger i Vogtlandkreis: 

### Städer
| - Adorf/Vogtl. - Auerbach/Vogtl. - Bad Elster - Elsterberg - Falkenstein/Vogtl. | - Klingenthal - Lengenfeld - Markneukirchen - Netzschkau - Neustadt/Vogtl. | - Oelsnitz/Vogtl. - Pausa-Mühltroff - Plauen - Reichenbach im Vogtland - Rodewisch | - Schöneck/Vogtl. - Treuen - Triebel/Vogtl. - Werda |

### Kommuner
| - Bad Brambach - Bergen - Bösenbrunn - Eichigt - Ellefeld | - Grünbach - Heinsdorfergrund - Limbach - Mühlental - Muldenhammer | - Neuensalz - Neumark - Pöhl - Rosenbach/Vogtl. | - Steinberg - Theuma - Tirpersdorf - Weischlitz |